# محمد علي اللكنوي الكشميري
الميرزا محمد علي بن صادق بن مهدي اللكنوي الكشميري (1260 هـ - 1309 هـ). هو رجل دين ومؤرِّخ شيعي هندي مشهور بتأليفه كتاب نجوم السماء في تراجم العلماء الذي يوثق سير وتراجم عدد كبير من مشايخ الشيعة في الهند في القرون الحادي عشر والثاني عشر والثالث عشر الهجرية.

## ولادته
كانت ولادة اللكنهوي في الثالث عشر من شهر رجب 1260 هـ وفقاً لما ذكره آغا بزرگ الطهراني في الذريعة نقلاً عن التجليات لهادي ابن اللكنهوي الكشميري.

## مؤلفاته
| - نجوم السماء في تراجم العلماء. - زعفران زار. ذكره ولده الميرزا هادي في كتاب التجليات. | - روضة الأزهار. - مجمع الفوائد. |

## وفاته
توفي في غرّة ذو القعدة 1309 هـ.